# Gavin
Gavin ist ein gebräuchlicher Name in England, Schottland und Wales. Er ist die spätmittelalterliche Form von Gawain, welcher wiederum vom walisischen Namen Gwalchgwn mit der Bedeutung „weißer Habicht“ abstammen soll.

## Namensvarianten
| Name     | Zeit(raum) |
| -------- | ---------- |
| Gavinus  | 971        |
| Gauwinus | 991        |
| Gavain   | 13. Jhd.   |
| Gauvain  | 14. Jhd.   |
| Gauvin   | 14. Jhd.   |
| Walwein  | 1169       |
| Wawanus  | 1208       |
| Wawayn   | 1255       |
| Gawyne   | 1273–1279  |
| Wawwayne | 1315       |
| Gawynus  | 1332       |
| Gawyn    | 1379       |
| Gawin    | 1530       |
| Gavin    | 1604       |
| Gaven    | 1631       |
| Gawne    | 1653       |
| Gawan    | 1983       |

## Namensträger

### Vorname
- Gavin Astor, 2. Baron Astor of Hever (1918–1984), britischer Adliger und Verleger
- Gavin Baddeley (* 1966), britischer Journalist und Autor
- Gavin Bocquet (* 1953), britischer Szenenbildner
- Gavin Brown (* 1975), schottischer Politiker (Conservative Party)
- Gavin Bryars (* 1943), britischer Komponist und Kontrabassist
- Gavin de Becker (* 1954), US-amerikanischer Autor und Personenschützer
- Gavin Casey (1907–1964), australischer Schriftsteller
- Gavin Creel (1976–2024), US-amerikanischer Sänger und Schauspieler
- Gavin Cumberbatch (* 1983), barbadischer Squashspieler
- Gavin DeGraw (* 1977), US-amerikanischer Musiker
- Gavin Douglas (1474/1476–1522), schottischer Bischof von Dunkeld und Dichter
- Gavin du Porter (* 1949), englischer Pop- und Schlagersänger sowie Songwriter
- Gavin Ewart (1916–1995), britischer Dichter
- Gavin Finney (* 1963), britischer Kameramann
- Gavin Fisher (* 1964), britischer Ingenieur
- Gavin Free (* 1988), britischer Schauspieler, Synchronsprecher, Filmemacher und Webvideoproduzent
- Gavin Friday (* 1959), irischer Sänger, Songwriter, Komponist und Maler
- Gavin Glinton (* 1979), Fußballspieler aus dem britischen Überseegebiet Turks- und Caicosinseln
- Gavin Gordon (1901–1983), US-amerikanischer Schauspieler
- Gavin Grant (* 1984), englischer Fußballspieler
- Gavin Griffin (* 1981), US-amerikanischer Pokerspieler
- Gavin Hambly (1934–2006), britischer Historiker und Orientalist
- Gavin Hamilton (1723–1798), schottischer Historien- und Porträtmaler, Archäologe und Kunsthändler
- Gavin Harrison (* 1963), britischer Schlagzeuger
- Gavin Hassett (* 1973), kanadischer Leichtgewichts-Ruderer
- Gavin Hastings (* 1962), schottischer Rugby-Union-Spieler
- Gavin Henson (* 1982), walisischer Rugby-Union-Spieler
- Gavin Hewitt (* 1951), britischer Fernseh-Moderator
- Gavin Hood (* 1963), südafrikanischer Filmregisseur, Drehbuchautor und Schauspieler
- Gavin Hoover (* 1997), US-amerikanischer Radrennfahrer
- Gavin Hoyte (* 1990), englischer Fußballspieler
- Gavin James (* 1991), irischer Popmusiker
- Gavin Jones (* 1980), walisischer Squashspieler
- Gavin Kelly (* 1974), britischer Althistoriker und Altphilologe
- Gavin King, britischer DJ und Produzent; siehe Aphrodite (DJ)
- Gavin Lambert (1924–2005), britisch-amerikanischer Schriftsteller, Drehbuchautor und Filmkritiker
- Gavin Leatherwood (* 1994), US-amerikanischer Schauspieler
- Gavin Lyall (1932–2003), britischer Journalist und Schriftsteller
- Gavin MacIntosh (* 1999), US-amerikanischer Schauspieler
- Gavin MacLeod (1931–2021), US-amerikanischer Schauspieler
- Gavin Mahon (* 1977), englischer Fußballspieler
- Gavin Maxwell (1914–1969), schottischer Schriftsteller, nachrichtendienstlicher Ausbilder und Naturschützer
- Gavin McCann (* 1978), englischer Fußballspieler
- Gavin McInnes (* 1970), kanadischer Autor, Komiker, Schauspieler und politischer Kommentator
- Gavin Menzies (1937–2020), britischer Schriftsteller
- Gavin Muir (1900–1972), US-amerikanischer Schauspieler
- Gavin Newlands (* 1980), schottischer Politiker (Scottish National Party)
- Gavin Newsom (* 1967), US-amerikanischer Politiker
- Gavin O’Connor (* 1964), US-amerikanischer Filmregisseur, Drehbuchautor, Filmproduzent und Schauspieler
- Gavin Pickering (* 1980), britischer Autorennfahrer
- Gavin Polmans (* 1971), südafrikanischer Badmintonspieler
- Gavin Rees (* 1980), britischer Boxer
- Gavin Hunter Reid (* 1934), anglikanischer Bischof von Maidstone
- Gavin Rossdale (* 1965), britischer Musiker und Schauspieler
- Gavin Rumgay (* 1984), schottischer Tischtennisspieler
- Gavin Rylands de Beer (1899–1972), englischer Zoologe und Morphologe
- Gavin Schilling (* 1995), deutsch-US-amerikanischer Basketballspieler
- Gavin Simonds, 1. Viscount Simonds (1881–1971), britischer Jurist, Politiker und Lordkanzler von Großbritannien
- Gavin Smellie (* 1986), kanadischer Sprinter jamaikanischer Herkunft
- Gavin Schmidt, US-amerikanischer Klimatologe
- Gavin Smith (1968–2019), kanadischer Pokerspieler
- Gavin Stenhouse (* 1986), britischer Schauspieler
- Gavin Strang (* 1943), britischer Politiker (Labour Party)
- Gavin Sutherland (* 1951), schottischer Folkrockmusiker
- Gavin Swift, britisch-ungarischer Theater- und Filmschauspieler sowie Komponist
- Gavin Templeton (* 1978), US-amerikanischer Jazzmusiker
- Gavin Turk (* 1967), englischer Bildhauer und Installationskünstler
- Gavin Wiesen, US-amerikanischer Regisseur, Drehbuchautor und Filmproduzent
- Gavin Wilkinson (* 1973), neuseeländischer Fußballspieler
- Gavin Williams (* 1979), neuseeländisch-samoanischer Rugby-Union-Spieler
- Gavin Williams (* 1980), walisischer Fußballspieler
- Gavin Williamson (* 1976), britischer Politiker (Conservative Party)
- Gavin Wood (* 1980), britischer Informatiker

### Familienname
- Barrie Gavin (1935–2024), britischer Filmregisseur
- Erica Gavin (* 1947), US-amerikanische Schauspielerin
- Fintan Gavin, (* 1966), irischer Geistlicher und Bischof
- Francis Gavin (* 1965), US-amerikanischer Historiker, Politologe, Autor und Hochschullehrer
- Frankie Gavin (* 1985), englischer Boxer
- James M. Gavin (1907–1990), US-amerikanischer General
- Jamila Gavin (* 1941), britische Kinder- und Jugendbuchautorin
- John Gavin (1931–2018), US-amerikanischer Schauspieler und Diplomat
- Johnny Servoz-Gavin (1942–2006), französischer Rennfahrer
- Jonathan Gavin, australischer Drehbuchautor
- Jordan Gavin (* 1982), australischer Eishockeyspieler
- Leon H. Gavin (1893–1963), US-amerikanischer Politiker
- Oliver Gavin (* 1972), britischer Rennfahrer
- Richard Gavin, kanadischer Schriftsteller
- Stewart Gavin (* 1960), kanadischer Eishockeyspieler und -scout
- Timothy Gavin (* 1963), australischer Rugby-Union-Spieler

### Sonstiges
- Gavin-Piedmont-Gletscher, Vorlandgletscher im Grahamland, Antarktika
- Dance Gavin Dance, US-amerikanische Post-Hardcore-Band